# Bruno Delbonnel
Bruno Delbonnel (Nancy, 1957) is een Franse cameraman (director of photography).

## Biografie
Bruno Delbonnel werd in 1957 geboren in de Franse stad Nancy. Hij studeerde filosofie aan de Universiteit Parijs-Sorbonne. In 1978 studeerde hij in Parijs af aan de École Supérieure d'Études Cinématographiques (ESEC).

## Carrière
Na zijn studies werkte hij mee aan enkele korte films en reclamespots. In 1989 maakte hij ook de documentaire Le grand cirque, waarin hij de opnames van de film Roselyne et les lions volgde.
In 1993 maakte hij met de komedie Tout le monde n'a pas eu la chance d'avoir des parents communistes zijn officieel debuut als director of photography. Zijn grote doorbraak volgde in 2001 toen hij in dienst van regisseur Jean-Pierre Jeunet de romantische komedie Le Fabuleux Destin d'Amélie Poulain opnam. De film leverde hem onder meer zijn eerste Oscarnominatie op. In 2004 werkten Delbonnel en Jeunet ook samen aan het romantisch drama Un long dimanche de fiançailles. Die film leverde hem in eigen land een César op.
Vanaf de jaren 2000 ging Delbonnel ook in Hollywood aan de slag. Zo filmde hij onder meer de blockbuster Harry Potter and the Half-Blood Prince (2009) en de muziekfilm Inside Llewyn Davis (2013) van de gebroeders Coen. Met regisseur Tim Burton werkte hij samen aan Dark Shadows (2012), Big Eyes (2014) en Miss Peregrine's Home for Peculiar Children (2016). In 2017 ontving hij voor de biografische film Darkest Hour zijn vijfde Oscarnominatie.

## Filmografie
- Tout le monde n'a pas eu la chance d'avoir des parents communistes (1993)
- C'est jamais loin (1996)
- Marie, Nonna, la vierge et moi (2000)
- Le Fabuleux Destin d'Amélie Poulain (2001)
- The Cat's Meow (2001)
- Ni pour, ni contre (bien au contraire) (2003)
- Un long dimanche de fiançailles (2004)
- Paris, je t'aime (2006) (segment: Tuileries)
- Infamous (2006)
- Across the Universe (2007)
- Harry Potter and the Half-Blood Prince (2009)
- Faust (2011)
- Dark Shadows (2012)
- Inside Llewyn Davis (2013)
- Big Eyes (2014)
- Francofonia (2015)
- Miss Peregrine's Home for Peculiar Children (2016)
- Darkest Hour (2017)
- The Ballad of Buster Scruggs (2018)
- The Woman in the Window (2021)
- The Tragedy of Macbeth (2021)
- The Phoenician Scheme (2025)

## Prijzen en nominaties
| Film                                          | Categorie        | Uitslag        |
| Academy Awards                                | Academy Awards   | Academy Awards |
| --------------------------------------------- | ---------------- | -------------- |
| Le fabuleux destin d'Amélie Poulain (2001)    | Beste camerawerk | Genomineerd    |
| Un long dimanche de fiançailles (2004)        | Beste camerawerk | Genomineerd    |
| Harry Potter and the Half-Blood Prince (2009) | Beste camerawerk | Genomineerd    |
| Inside Llewyn Davis (2013)                    | Beste camerawerk | Genomineerd    |
| Darkest Hour (2017)                           | Beste camerawerk | Genomineerd    |
| BAFTA Awards                                  |                  |                |
| Le fabuleux destin d'Amélie Poulain (2001)    | Beste camerawerk | Genomineerd    |
| Inside Llewyn Davis (2013)                    | Beste camerawerk | Genomineerd    |
| Darkest Hour (2017)                           | Beste camerawerk | Genomineerd    |
| Césars                                        |                  |                |
| Le fabuleux destin d'Amélie Poulain (2001)    | Beste camerawerk | Genomineerd    |
| Un long dimanche de fiançailles (2004)        | Beste camerawerk | Gewonnen       |